# ستيوارت يونغمان
ستيوارت يونغمان (بالإنجليزية: Stuart Youngman)‏ هو لاعب كرة قدم بريطاني في مركز الوسط، ولد في 15 أكتوبر 1965 في Beccles ‏ في المملكة المتحدة. لعب مع كولتشستر يونايتد.